# Kap Pucher
Das Kap Pucher (spanisch Cabo Pucher, in Argentinien Cabo Lasala) ist ein Kap im Norden der Arctowski-Halbinsel an der Danco-Küste des Grahamlands auf der Antarktischen Halbinsel. Es liegt 1,5 km südsüdöstlich des Kap Anna und stellt die südliche Begrenzung der Einfahrt von der Wilhelmina Bay in die Anna Cove dar. Dem Kap rund 2 km östlich vorgelagert ist die Louise-Insel.
Chilenische Wissenschaftler benannten es nach dem in Österreich geborenen bolivianischen Archäologen Leo Pucher de Kroll, Teilnehmer an der 3. Chilenischen Antarktisexpedition (1948–1949). Der Hintergrund der argentinischen Benennung ist nicht überliefert.